# Pollia incarnata
Pollia incarnata is een slakkensoort uit de familie van de Buccinidae. De wetenschappelijke naam van de soort is voor het eerst geldig gepubliceerd in 1830 door Deshayes.